# Vivian Abenshushan
Vivian Abenshushan (Ciudad de México, 23 de junio de 1972) es escritora interdisciplinar y editora mexicana. En su obra, combina la literatura con las nuevas tecnologías y la experimentación. Ha logrado destacados premios literarios.

## Biografía
Estudió Lengua y Literatura hispánicas en la Facultad de Filosofía y Letras de la Universidad Nacional Autónoma de México. "En una arriesgada y entusiasta carrera hacia el No-Hacer (siempre en tensión con sus secretos impulsos de hiperactividad), renunció a los 25 años a la academia, a los 32 al trabajo forzado y a los 33 fundó la editorial independiente Tumbona Ediciones, bajo el lema lafarguiano: 'El derecho universal a la pereza'". Ha sido colaboradora de las revistas La Tempestad, Your Impossible Voice, Southwest Review, Etiqueta Negra, Horizontal, Letras libres, Luvina, Paréntesis y Tierra Adentro, entre otras.
Se le considera como parte de la corriente literaria denominada Generación inexistente. Algunos críticos han señalado su condición exocanónica, experimental, periférica y antisistema.

## Obra literaria
En 2004 publicó El clan de los insomnes (Tusquets Editores), obra con la que obtuvo el Premio Nacional de Literatura Gilberto Owen de 2002; en 2007 Una habitación desordenada (El Equilibrista) y, en 2009, Julio Ramón Ribeyro (Nostra Ediciones), entre otras publicaciones. A través de su proyecto Escritos para desocupados, ha planteado una crítica a las condiciones del trabajo actual y la violencia implícita que conllevan; esto desde la experiencia del desempleo voluntario. Este texto es una mezcla de manifiesto, ensayo, bitácora, crónica, panfleto, teoría crítica y sitio web, publicado en Surplus bajo una licencia copyleft que permite su reproducción y descarga libre en formato digital. En su versión como sitio web, Escritos para desocupados utiliza los hipervínculos para expandirse en diferentes direcciones, hacia una diversidad de recursos audiovisuales y documentos acumulados durante el periodo de investigación de Abenshushan. En 2005, fundó, junto a Luigi Amara, un grupo de escritores y artistas, la editorial cooperativa independiente Tumbona Ediciones, la cual se enfoca en los cruces entre literatura, arte y política.
En 2019, publicó Permanente obra negra (Sexto Piso), un proyecto de escritura experimental fundado en la copia, la reescritura, la transcripción y el montaje de citas. Es una novela ensaya o ensayo ficcional, Permanente obra negra, también conocida como Novela inexperta (Título provisional), es un libro que es muchos libros, nunca el mismo, por lo que se ha publicado como múltiple en cuatro soportes: libro / fichero / suajado (placas de corte o tiras de metal con filo en un lado) / algoritmo en internet.
Abenshushan ha generado estrategias literarias, discursivas y estéticas que confrotan los procesos de producción del capitalismo contemporáneo y las estructuras de producción cultural. Su obra ensayística también retoma las relaciones entre arte y acción política, así como relaciones entre distintas disciplinas sociales, como el feminismo y las redes afectivas; los procesos cooperativos en la escritura y otras pedagogías, tomando como eje a la escritura como territorio ampliado.
Abenshushan también ha investigador sobre otros movimientos artísticos de la vanguardia y postvanguardia, como el fluxus, a partir de las cuales fundó el Laboratorio de Escritura Expandida en 2001, taller itinerante y multidisciplinario con el que experimenta las correspondencias y relaciones entre lenguajes artísticos, ya sea escritura en acción, poesía sonora, poesía visual, entre otras. Según Abenshushan, este taller es “una mezcla de exaltación, irreverencia y visiones súbitas”. Diversas instituciones de México y otros países han alebergado al Laboratorio de Escritura Expandida, como el Museo Universitario de Arte Contemporáneo, la Colección Jumex, la Benemérita Universidad Autónoma de Puebla, el Museo de Ciencias y Artes de la UNAM, la Universidad Iberoamericana, el Centro Cultural Tijuana, SOMA, el Instituto Cervantes de París, la Universidad del Claustro de Sor Juana, y otras más.
Su obra literaria ha sido publicada en antologías nacionales e internacionales, como: Best of Contemporary Mexican Fiction (Dalkey Archive, 2008), Voix du Mexique. 16 écrivains contémporains (2009) y El futuro no es nuestro. Narradores de América Latina nacidos entre 1970 y 1980.

## Obras
- 2004 - El clan de los insomnes, México, Tusquets, 160 páginas.
- 2007 - Una habitación desordenada, México, El Equilibrista / Universidad Nacional Autónoma de México, 108 páginas.
- 2009 - Julio Ramón Ribeyro, México, Nostra Ediciones, 61 páginas.
- 2013 - Escritos para desocupados, Surplus Ediciones.
- 2019 - Permanente obra negra, Sexto piso, p. 464.[18]
- 2024 - Exiliados del tiempo lento, No Libros, Barcelona, 183 páginas.

### En colaboración
- Tsunami. La suma de voces del feminismo, Editorial Sexto Piso, México, 2018.
- Prras! Cartas públicas a mujeres del arte, Tamara Ibarra, Nelly César, Valeria Montoya, Sandra Sánchez, Wendy Cabrera y Vivian Abenshushan (comps.), Prass! Ed., México, 2018.
- HUNN. Art / Reflection from Mexico, Editorial RM, México, 2017.
- Fe de erratas / Arte y política, Pierre Valls (comp.), Museo de la Memoria / Centro de Expresiones Contemporáneas, México, 2016
- Itinerarios de la cultura contemporánea en México, 17, Instituto de Estudios Críticos, México, 2016.
- Sólo cuento, Ignacio Padilla (comp.), UNAM, México, 2014.
- El hacha puesta en la raíz. Ensayistas mexicanos para el siglo XXI, Verónica Murguía y Geney Beltrán Félix (comps.), Conaculta, 2006.
- Función privada: los escritores y sus películas, México, Cineteca Nacional, 211 páginas, 2004.
- Crónicas de infancia, Usted está aquí, Jorale / Orfila Valenti, 2007, 111 páginas, Colección contracorriente.
- Best of contemporary mexican fiction, Champaign / Dalkey Archive Press, 2009
- Revolución 10.10, Instituto Mexicano de Cinematografía/ Random House Mondadori / Conaculta, 2010.
- Rivera Garza, Cristina. Allí te comerán las turicatas, (prólogo), La Caja de Cerillos Ediciones, México, 2013.
- De un nuevo modo. Antología de cuento mexicano actual (UNAM, 2013)
- A papalotear, 20 años del Papalote Museo del niño, México, Papaplote Museo del niño, 2013, 146 páginas, ilustraciones.
- La felicidad y lo absurdo: Albert Camus en el centenario de su nacimiento, México, Tusquets Editores, 2013, 120 páginas.

Artículos
- La música de Morton Feldman en México, Pauta, México, vol. 23, n. 94, abril-junio, p. 35 - 41.

### Exposiciones Colectivas
- Palabras, palabras, palabras, Museo Comunitario Sierra Hermosa, 2019.
- Studio Visit, Zona de Desgaste, 2019.
- Prras! El sonido del techo de cristal que se rompe, Ladrón Galería, 2018.
- Todos los originales serán destruidos, Galería Libertad, 2016.

## Premios y reconocimientos
- 1999, 2001 y 2007 - Becaria de Jóvenes Creadores del Fondo Nacional para la Cultura y las Artes
- 2002 - Premio Nacional de Literatura Gilberto Owen